# Magnhild

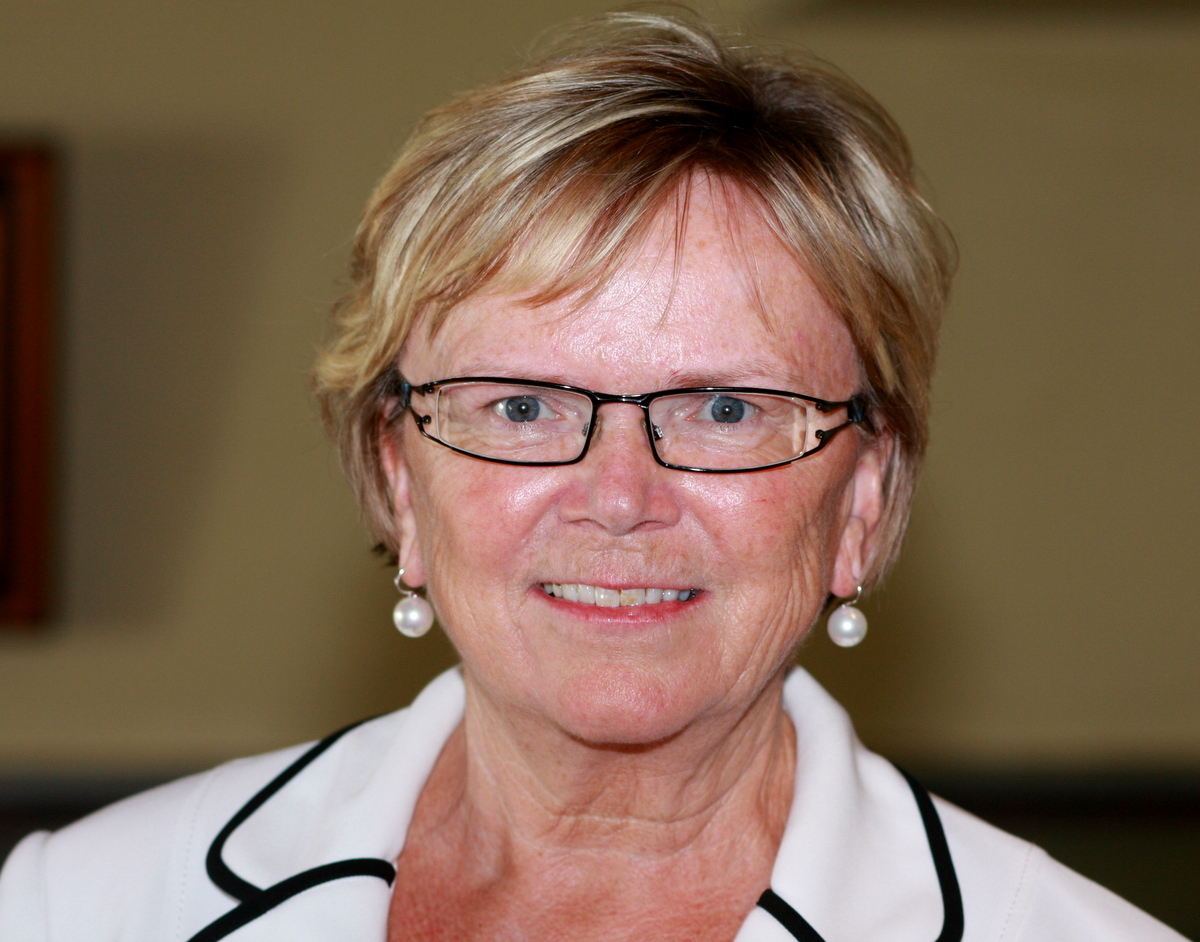
Magnhild Meltveit Kleppa.

Magnhild är ett kvinnonamn av nordiskt ursprung med betydelsen styrka i strid. Namnet har funnits i svenskan sedan mitten av 1500-talet först i formen Magnill.
Namnet har mestadels varit ovanligt och nästan inga flickor får numera namnet som tilltalsnamn. Den 31 december 2012 fanns det totalt 788 personer i Sverige med namnet Magnhild, varav 189 med det som förstanamn/tilltalsnamn. År 2003 fick sex flickor namnet, men ingen fick det som tilltalsnamn.
Namnsdag i Sverige: 17 september. Före 1993 var namnsdagen den 18 november. I den finlandssvenska namnsdagslängden har Magnhild namnsdag 5 november sedan 2010. Före det hade Magnhild namnsdag 8 december 1929–2009.

## Personer med namnet Magnhild
- Magnhild av Fulltofta, skånskt helgon
- Magnhild Meltveit Kleppa, norsk politiker
- Magnhild Haalke, norsk författare
- Magnhild Hagelia, norsk politiker
- Magnhild Eia, norsk politiker
- Magnhild Oddsdotter, norsk storgodsägare